# (Can't You) Trip Like I Do
"(Can't You) Trip Like I Do" is een re-make van "Trip Like I Do", een nummer van het debuutalbum van The Crystal Method, Vegas. Het nummer is geproduceerd in 1997 voor de verfilming van de stripserie Spawn. Het nummer is geschreven in samenwerking met de band Filter. "(Can't You) Trip Like I Do" is het openingsnummer van het soundtrackalbum van de film.

## Nummers
1. (Can't You) Trip Like I Do (Album Version) - 4:25
2. (Can't You) Trip Like I Do (Danny Saber Remix) - 3:39
3. (Can't You) Trip Like I Do (Instrumental) - 4:25
4. (Can't You) Trip Like I Do - 7:35

## Hitlijsten
| Hitlijst (1997)                 | Hoogste positie |
| ------------------------------- | --------------- |
| VS Billboard Modern Rock Tracks | 29              |